# 1661
Cette page concerne l'année 1661  du calendrier grégorien. Pour l'année 1661 av. J.-C., voir 1661 av. J.-C.
L'année 1661 est une année commune qui commence un samedi.

## Événements
- 14 février - 24 mars : les troupes du sultan d’Oman, venues au secours de Paté, assiègent et saccagent Mombasa (Kenya) mais évitent le poste portugais de Fort Jesus[1].
- 17 février : début du règne de Kangxi, empereur de Chine (fin en 1722). Il gouverne sous la tutelle de quatre régents[2].

- 6 avril : Répression de la révolte de la Cachaça, à Rio de Janeiro, dirigée par Jerônimo Barbalho qui reprochait à Salvador de Sa la levée de nouveaux impôts pour l’entretien de la garnison. Salvador, alors à Paranaguá, convainc les Paulistes de ne pas se joindre aux insurgés. Il parvient à s’emparer de Rio sans coups férir, profitant de l’arrivée de la flotte portugaise[3].
- 30 avril : le pirate chinois Koxinga (Zheng Chenggong) débarque à Taïwan. Il s’empare de la citadelle de Zeelandia (1er février 1662) et en chasse les Hollandais[4].

- 2 mai : Tremblement de terre à Panama
- 22 mai : troubles au Brésil ; les jésuites sont expulsés du Maranhão[5].

- 23 juin : les Anglais obtiennent Bombay et Tanger à la suite du traité de  mariage de Charles II d'Angleterre avec Catherine de Bragance[6].

- 6 août : traité de La Haye[7]. Paix définitive entre le Portugal et les Provinces-Unies : les Hollandais renoncent définitivement à leur revendication territoriale sur les territoires côtiers compris entre l'île de Maranhão et le fleuve São Francisco et qu'ils occupaient depuis 1630.

- 27 septembre : Act for the Better Ordering and Governing of Negroes, Code des esclaves de la Barbade[8].

- 6 octobre : mort de Gurû Har Rai. Son fils Har Krishan, âgé de 5 ans, devient le chef religieux des Sikhs (fin en 1664)[9].
- 8 octobre : les jésuites Johann Grueber et Albert Dorville, missionnaires autrichien et belge, sont les deux premiers européens qui visitent Lhassa au Tibet. Empêchés de quitter la Chine par bateaux, ils décident de gagner l’Inde en traversant la Chine, et atteignent Lhassa, où ils restent plus de deux mois. Ils mentionnent pour la première fois en Europe le dalaï-lama et le palais du Potala.
- 31 octobre : Fazil Ahmet Pacha Köprülü (1635-1676) succède à son père Mehmet au poste de grand vizir. Il envahit la Hongrie[10].

- 29 décembre : Les Moghols s'emparent de Cooch Behar[11].

- Début du règne du manikongo Antoine Ier du Kongo (fin en 1665)[12].

- Les Français bombardent Alger[13].

### Europe

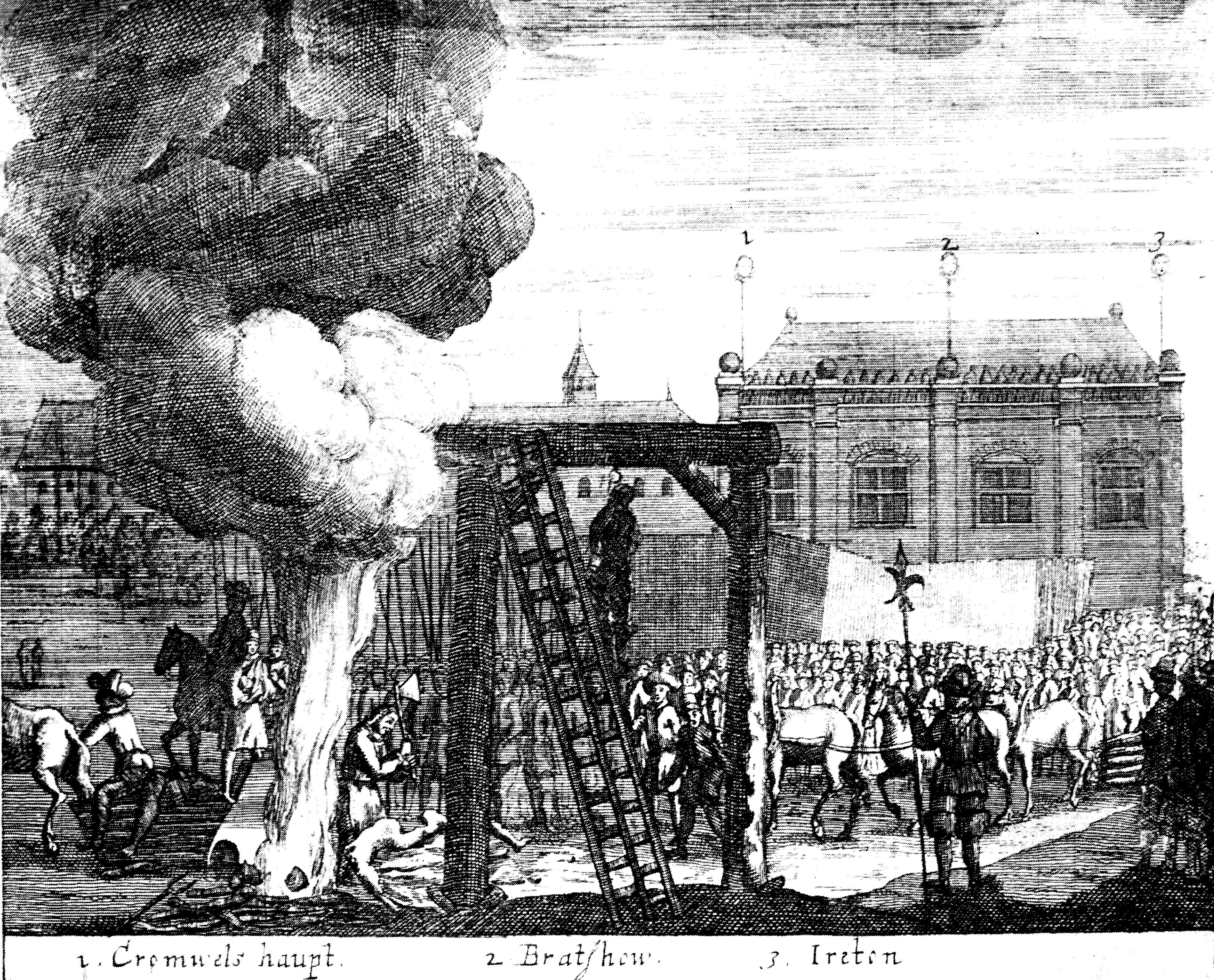
30 janvier : « Exécution posthume » de Cromwell, Bradshaw et Ireton.

- 1er janvier : l’élection de Jean Kemény comme voïévode de Transylvanie (décembre 1660) est confirmée par la Diète de Szászrégen[14].

- 6 janvier, Angleterre : échec d'un mouvement de la Cinquième Monarchie qui tentait de prendre le contrôle de Londres, réprimé par George Monck[15].
- 10 janvier : par décision de la diète, la monarchie danoise devient héréditaire et absolue[16].
- 12 janvier : le pape Innocent XI fait interdire toute traduction du Missel romain[17].
- 30 janvier : Charles II d'Angleterre fait déterrer les cadavres d'Oliver Cromwell, de John Bradshaw et d'Henry Ireton, les fait pendre et décapiter[18].

- 28 mars : Act Rescissory imposant la présence d'évêques anglicans à l’Écosse à majorité presbytérienne[19].

- 23 avril : couronnement de Charles II d'Angleterre à l'abbaye de Westminster[15].

- 1er juillet (21 juin du calendrier julien) : traité de Kardis. Traité de paix permanente entre la Suède et la Russie ; le tsar rend à la Suède les villes livoniennes qu’il a occupées[20].
- 23 juin : traité de mariage de Catherine de Bragance, fille de Jean IV de Portugal, avec Charles II d'Angleterre. La cession de Bombay et de Tanger, 500 000 £ et le droit pour les Anglais de commercer librement avec les colonies portugaises constituent la dot[6]. En contrepartie, le Portugal reçoit l’aide militaire britannique dans la péninsule contre l’Espagne et aux colonies.

- Juillet : intervention ottomane en Transylvanie. L’empereur, poussé par son ministre Portia, envoie Montecuccoli pour occuper la principauté, mais ses troupes sont décimées par la dysenterie ; arrivé à Klausenbourg le 15 septembre, il se retire le 4 octobre[14].

- 6 août : fin de la guerre néerlando-portugaise au traité de La Haye[21].

- 14 septembre : le sultan fait élire Michel Apaffy prince de Transylvanie, manipulé par sa femme et son chancelier Michel Teleki, véritable maître du pays jusqu’en 1690[14].

- 4 novembre : Ormonde est nommé lord gouverneur d’Irlande (fin en 1684)[22].
- 20 novembre : le Parlement d'Angleterre accorde au roi un revenu annuel de 1,2 million de £ et lui reconnaît le contrôle des forces armées par le Militia Act[23].

- 20 décembre : Corporation Act excluant les non-conformistes des charges municipales en Angleterre (code Clarendon)[24].

#### France
- 1er février : l'Assemblée du clergé prescrit à tous les ecclésiastiques la signature d’un formulaire antijanséniste[25]. Les pensionnaires et les postulantes de Port-Royal sont expulsées (23 avril)[26]. Les religieuses de Port-Royal n’acceptent de signer le formulaire que moyennant une clause explicative (22 juin)[27].
- 28 février : paix de Vincennes. Charles IV de Lorraine recouvre ses duchés, mais cède quelques territoires, ainsi qu’un chemin d’une demi-lieue assurant la liaison Metz-Phalsbourg[28].

- 6 mars-17 avril : Bossuet prêche le Carême aux couvent des Carmélites du faubourg Saint-Jacques[29].

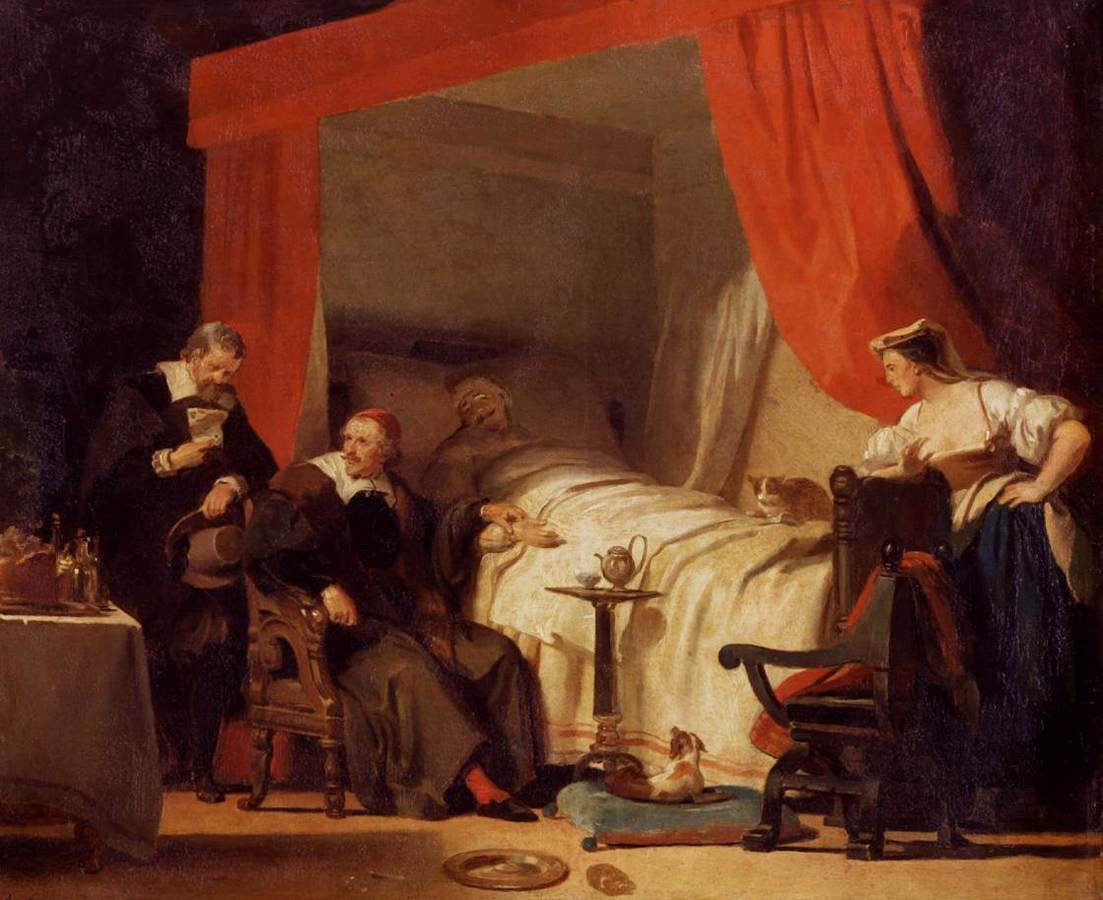
9 mars : mort de Mazarin, toile de Alexandre-Évariste Fragonard.

- 9 mars : à la mort de Mazarin, Anne d'Autriche se retire au Val-de-Grâce. Louis XIV, à 22 ans, prend réellement le pouvoir. Il est le souverain le plus puissant d’Europe[30]. Le cardinal laisse à sa mort une fortune de 38,5 millions de livres, dont 8,7 en liquide[31].
- 10 mars : Louis XIV élimine du Conseil d’en Haut les princes du sang, les prélats et cardinaux, les maréchaux, pour ne conserver que quelques ministres d’État triés sur le volet (Hugues de Lionne aux Affaires étrangères, Le Tellier à la guerre, Nicolas Fouquet, puis Colbert aux finances)[31].
- 31 mars : mariage d’Henriette d'Angleterre avec Philippe d'Orléans (Monsieur, frère du roi)[32].
- 13 avril : le Conseil du roi impose la signature du formulaire antijanséniste au clergé[25].
- 17 août : le surintendant des finances, Nicolas Fouquet, organise une grande fête à son château de Vaux-le-Vicomte, en présence du roi Louis XIV[30]. Ce dernier prend ombrage de la magnificence et du pouvoir de son ministre, et le fera arrêter, quelques jours plus tard, avec l'aide de Colbert, qui le déteste et qui a dénoncé ses malversations.
- 5 septembre : arrestation du surintendant des finances, Nicolas Fouquet, par le capitaine des mousquetaires d'Artagnan à Nantes, sur ordre du roi. Fouquet est dès lors emprisonné, jusqu'à sa mort, qui survient en 1680[30]. Le roi affirme ainsi son intention de gouverner par lui-même.
- 15 septembre : Suppression de la surintendance des finances et création du Conseil royal des finances[30].
- 10 octobre : le baron de Watteville, ambassadeur d’Espagne à Londres, prend de force la préséance sur le comte d’Estrade, ambassadeur de France, et fait tuer les chevaux de son carrosse[33].
- 15 novembre : le roi et Colbert instituent la Chambre de Justice[34], qui taxera lourdement les financiers accusés d’avoir récupéré jadis à leur profit une provende excessive dans les revenus monarchiques. Les partisans de Colbert (Bauyn, Berthelot, Daliès de la Tour, Riquet…) procèdent ainsi à une épuration à leur profit.

## Naissances en 1661
- 16 février : baptême d'Alexandre-François Desportes, peintre français, spécialisé dans la peinture animalière († 1743).
- Février : Henry Desmarest, musicien et compositeur français († 7 septembre 1741).

- 11 avril : Antoine Coypel, peintre et décorateur français († 7 janvier 1722).
- 16 avril : Stefano Maria Legnani, peintre italien († 4 mai 1713).

- 1er juin : Gaspard Rigaud, peintre français († 28 mars 1705).
- 6 juin : Giacomo Antonio Perti, compositeur baroque italien († 10 avril 1756).

- 2 septembre : Georg Böhm, organiste et claveciniste allemand († 18 juin 1733).
- 22 septembre : Paolo Pagani, peintre rococo italien († 5 mai 1716).

- 1er novembre : 
  - Louis, dauphin de France (Monseigneur) († 14 avril 1711).
  - Florent Carton Dancourt, acteur et auteur dramatique français († 6 décembre 1725).
- 6 novembre : Charles II d'Espagne, dernier roi d'Espagne de la maison des Habsbourg († 1er novembre 1700).

- 19 décembre : Claude Judde, prêtre jésuite français († 11 mars 1735).

- Date précise inconnue :
  - Scipione Angelini, peintre baroque italien († 1729).
  - Giacinto Garofalini, peintre baroque italien († 1723).
  - Niccolò Lapi, peintre italien de l'école florentine († 1732).
  - Jacob Leyssens, peintre et décorateur flamand de l'époque baroque († 1710).
  - Joseph de Torres y Vergara, organiste et compositeur mexicain († 27 octobre 1727).

## Décès en 1661
- 5 février : Shunzhi, empereur de Chine[2]. (° 15 mars 1638).

- 9 mars : Mazarin, cardinal et homme d'État français (° 14 juillet 1602).
- 23 mars : Pieter de Molyn, graveur, peintre, dessinateur et éditeur néerlandais (° 6 avril 1595).

- ? mai : Scipion Dupleix, historien, grammairien, philosophe et conseiller d’État français (° 1569).

- 24 juillet : Matsui Okinaga, samouraï japonais (° 1582).
- 25 juillet : Bernard de Nogaret de La Valette d'Épernon, gentilhomme et militaire français (° 1592).

- 5 août : Cornelis Janssens van Ceulen, peintre et miniaturiste néerlandais (° 14 octobre 1593).
- 6 août : La religieuse Marie Angélique Arnauld de Sainte Madeleine, dite Mère Angélique, réformatrice de Port-Royal (° 8 septembre 1591).
- 9 août : Peter Danckerts de Rij, peintre néerlandais (° 1605).
- 29 août : Louis Couperin, organiste et compositeur français (° vers 1626).
- 31 août : Jacques Hennequin, théologien français, professeur de théologie à La Sorbonne (° 7 novembre 1575).

- 11 septembre : Jan Fyt, peintre flamand (° 15 mars 1611).
- 12 septembre :  Christoph Bach, musicien allemand (° 19 avril 1613).
- 19 septembre : François-Christophe de Lévy, duc de Damville.
- 21 septembre : Jacques de Bourgues, sieur de La Jaunays, homme politique français (° 11 octobre 1577).

- 28 octobre : Ottavio Amigoni, peintre baroque italien (° 16 octobre 1605).
- 30 octobre : Alexander Adriaenssen, peintre néerlandais (° 17 janvier 1587).
- 31 octobre : Mehmet Köprülü, grand vizir de l'Empire ottoman (° vers 583).

- 16 novembre : Simon Luttichuys, peintre néerlandais (° 6 mars 1610).
- 22 novembre : Gudō Toshoku, moine japonais zen de l'école Rinzai au début de l'époque d'Edo (° 25 avril 1577).

- 11 décembre : Cecco Bravo, peintre italien (° 15 novembre 1601).
- 22 décembre : Jan Gerritsz van Bronkhorst, peintre et graveur hollandais (° 1603).
- 23 décembre : Marc-Antoine Girard de Saint-Amant, poète français (baptisé le  30 septembre 1594).
- 29 décembre : Jacques Chausson, ancien douanier et écrivain français, brûlé vif à Paris avec son complice Jacques Paulmier dit Fabri (° vers 1618).
- ? décembre : Isaak Van Oosten, peintre belge (° 10 décembre 1613).

- Date précise inconnue :
- Francesco Curradi, peintre baroque italien de l'école florentine (° 15 novembre 1570).
- Élie Diodati, avocat, juriste et diplomate de la Seigneurie et République de Genève (° 1576).

- Vers 1661 :
- Wybrand de Geest, peintre néerlandais (° 16 août 1592).